# Зіткнення над Сінгурами
Авіакатастрофа навчально-бойових літаків L-39 у Житомирській області сталася ввечері 25 серпня 2023 року. За повідомленнями Повітряних сил Збройних сил України та ЗМІ, під час виконання бойового завдання, у небі зіткнулися два навчально-бойові літаки, внаслідок чого загинули екіпажі обох літаків у складі 3 пілотів.

## Катастрофа
За даними Державного бюро розслідувань (ДБР), авіакатастрофа сталася 25 серпня. Під час виконання бойового завдання у небі поблизу села Сінгури зіштовхнулися два навчально-бойові літаки L-39M1 (бортові номери «102 BLUE» та «107 BLUE»). Загинули три українських пілоти: капітан Андрій «Juice» Пільщиков, майор В'ячеслав Мінка і майор Сергій Проказін.
За повідомленнями Радіо Свобода, літаки впали в городи приватних будинків, приблизна відстань між ними – 300 метрів. Ніхто з місцевих не постраждав, пошкоджених будинків і людей також не було. Останні уламки літаків військові забрали з місця катастрофи приблизно о 15:30.
За попередньо встановленими обставинами, існують відомості про те, що катастрофа відбулася внаслідок зіткнення двох літаків при здійсненні маневру розвороту.

## Екіпаж
В катастрофі загинули три українських пілоти. 27 серпня бригада тактичної авіації міста Васильків оприлюднила імена загиблих пілотів:
- Капітан Андрій «Juice» Пільщиков[14][4] — 8 років життя присвятив авіації. З початком повномасштабного вторгнення мав понад 500 годин бойових польотів. Зокрема, під час виконання бойових завдань в складних умовах обстановки. Здобув низку державних та відомчих нагород, активно виступав у західних медіа, зокрема в питанні надання Україні сучасних літаків F-16.
- Майор В'ячеслав Мінка — повернувся в авіацію у 2015 році, після початку російсько-української війни. З початком повномасштабного вторгнення мав понад 200 годин бойових польотів. Був технічно підготовленим і досвідченим пілотом бригади, знався на різних типах літаків, значну частину служби присвятив інструкторській справі.
- Майор Сергій Проказін — 24 роки життя присвятив авіації: пройшов шлях від льотчика до заступника командира бригади. З 2022 року мав понад 100 годин бойових польотів.

Відповідно до наказу командувача Повітряних сил ЗС України № 661 від 28 серпня 2023 року майорам В'ячесляву Мінці та Сергію Проказіну посмертно присвоєно військове звання «підполковник», а капітану Андрію Пільщикову посмертно присвоєно військове звання «майор».
Військових пілотів, які трагічно загинули під час виконання бойового завдання на Житомирщині 25 серпня 2023 року, представлено до державних нагород.

## Літаки
L-39 «Альбатрос» — навчально-бойовий легкий літак, який виготовлявся в Чехословаччині, а нині в Чехії. Для підготовки льотчиків в лавах Повітряних сил ЗС України необхідна комплексна підготовка, яка містить в собі підготовку від легкомоторного і навчально-бойового літака до повноцінного винищувача, штурмовика чи бомбардувальника. Літак має два місця для екіпажу.

## Наслідки
Одразу після інциденту ДБР почало кримінальне провадження. Правоохоронці перевірять, чи були літаки у справному стані та чи було дотриманню правил підготовки до польотів. Профільні фахівці проведуть діагностику «чорних ящиків». Попередня кваліфікація правопорушення: порушення правил польотів або підготовки до них (ст. 416 КК України). Санкція статті передбачає до 15 років позбавлення волі.
Станом на 28 серпня ДБР розглядає три версії причини зіткнення навчально-бойових літаків:
- технічна несправність літаків;
- помилка пілотів;
- порушення при організації здійснення польотів[10].

## Реакція
26 серпня українські ЗМІ опублікували новини з офіційним підтвердженням факту авіакатастрофи. З цього приводу свої співчуття рідним загиблих висловили зокрема Командування Повітряних сил ЗС України, Державне бюро розслідувань, речник Повітряних сил ЗС України Юрій Ігнат та президент України Володимир Зеленський. Того ж дня відбулася символічна церемонія прощання між побратимами загиблих пілотів, під час якої було виконано спалювання піаніно в пам'ять про загиблих товаришів. Ця традиція існує з часів Другої світової війни.